# MacAyeal Ice Stream
MacAyeal Ice Stream (dawniej Stream E , pol. „Strumień E”) – strumień lodowy odprowadzający lód z pokrywy Antarktydy Zachodniej do Lodowca Szelfowego Rossa.

## Nazwa
Strumień początkowo znany był jako Stream E – wszystkie strumienie lodowe zasilające Lodowiec Szelfowy Rossa oznaczano kolejnymi literami alfabetu w kolejności ich położenia z południa na północ . Ich nazwy zostały zmienione na początku XXI w., aby uhonorować geologów, w tym przypadku strumień został nazwany w 2002 roku na cześć glacjologa Douglasa R. MacAyeala, badacza obszaru Morza Rossa i Lodowca Szelfowego Rossa, pokrywy lodowej i strumieni lodowych Antarktydy Zachodniej .

## Geografia
Jeden z pięciu głównych strumieni lodowych spływających z Antarktydy Zachodniej i zasilających Lodowiec Szelfowy Rossa. Płynie na zachód
między Bindschadler Ice Stream a Echelmeyer Ice Stream do zbiegu Shirase Coast i Wybrzeża Siple’a .

## Historia
Strumienie lodowe zostały zbadane i zmapowane w ramach United States Antarctic Research Program w latach 1983–1984 . 